# Petr Franěk
Pour les articles homonymes, voir Franek.
Petr Franěk (né le 6 avril 1975 à Most en Tchécoslovaquie aujourd'hui ville de République tchèque) est un joueur professionnel de hockey sur glace.

## Carrière

### Carrière en club
Franěk commence sa carrière avec les équipes juniors de le club du HC Chemopetrol Litvínov et rejoint l'équipe senior pour la saison 1992-1993, la dernière saison du championnat de Tchécoslovaquie.
Lors de l'été qui suit, il participe au repêchage d'entrée dans la Ligue nationale de hockey et est choisi lors de la huitième ronde, 205e joueur choisi, par les Nordiques de Québec. Il ne rejoint pas pour autant l'Amérique du Nord et reste dans son pays avec Litvínov. En 1995-1996, il parvient avec son équipe sur la seconde marche du podium.
À la suite de cette saison, il tente sa chance en Amérique du Nord mais ne parviendra pas à s'imposer : il connaît alors les ligues mineures en jouant dans la Ligue américaine de hockey pour les Bears de Hershey, mais également dans la Ligue internationale de hockey.
Son exil ne dure que trois saisons et il rentre pour la saison 1999-2000 en Europe. Il joue pendant deux saisons avec les Nürnberg Ice Tigers du championnat élite d'Allemagne. Alors que le club est vice-champion 1998-1999, il doit jouer la phase des barrages pour rester dans la poule élite.
Il change une nouvelle fois d'équipe pour la saison 2000-2001 et rentre alors dans son pays : il signe pour le HC České Budějovice mais encore une fois frôle la relégation. Au cours des saisons suivantes, il va passer par Karlovy Vary (2001-2004) puis par le Slavia Praha (2004-2007). Au cours de la saison 2006-2007, il rejoint le championnat allemand et le club d'Iserlohn Roosters.
Pour la saison 2007-2008, il est de retour à l'âge de 32 ans dans les buts de son premier club, Litvínov.

### Carrière internationale
Franěk est sélectionné au cours de sa carrière à deux reprises avec l'équipe de Tchécoslovaquie :
- en 1993 lors du championnat d'Europe junior. Auteur de cinq matchs, il aide son équipe à remporter la médaille de bronze ;
- en 1994, pour le championnat du monde junior (cinquième place).

Il est également sélectionné mais avec l'équipe de République tchèque pour le championnat du monde 1996. Il ne joue pas un seul match, Roman Turek lui étant préféré, mais il fait tout de même partie de l'effectif qui remporte la médaille d'or, la première du pays depuis la partition de la Tchécoslovaquie